# Jáchym Fridrich Braniborský
Jáchym Fridrich Braniborský (27. ledna 1546 – 18. července 1608) byl braniborský kurfiřt, krnovský kníže a regent pruského vévodství (1605–1608) z rodu Hohenzollernů.

## Biografie

### Původ, mládí
Joachim Fridrich se narodil jako jediný potomek z prvního manželství braniborského markraběte (1525–1598) Jana Jiřího a jeho první manželky, piastovské princezny Žofie Lehnické (1525–1546), dcery Fridricha II. Lehnického a jeho druhé manželky Žofie Braniborsko-Ansbašské; zemřela deset dní poté, co dala život svému jedinému synovi.

### Manželství a potomci
Joachim Fridrich byl dvakrát ženat, v obou případech se svými sestřenicemi z bočních linií Hohenzollernů.
Poprvé se oženil 8. ledna roku 1570 v Küstrin s Kateřinou Braniborsko-Küstrinskou (1549–1602). Sňatek s ní připravil Joachima Fridricha o nárok na katolické arcibiskupství v Magdeburgu a papež Pius V. požádal císaře Maxmiliána I. o jeho sesazení.
Z manželství se narodilo jedenáct potomků (sedm synů a čtyři dcery), dvě dcery však zemřely záhy po narození.
- Jan Zikmund Braniborský (8. listopadu 1572 – 23. prosince 1619), kurfiřt a markrabě braniborský, ⚭ 1594 Anna Pruská (3. července 1576 – 30. srpna 1625)
- Anna Kateřina Braniborská (26. července 1575 – 29. března 1612), ⚭ 1597 Kristián IV. Dánský (12. dubna 1577 – 28. února 1648), vévoda šlesvický, holštýnský, stormarnský a dithmarschenský, hrabě oldenburský a delmenhorstský, král dánský a norský od roku 1588 až do své smrti
- dcera (*/† 1576)
- Jan Jiří (16. prosince 1577 – 2. března 1624), krnovský vévoda, ⚭ 1610 Eva Kristýna Württemberská (1590–1657)
- August Fridrich (16. února 1580 – 23. dubna 1601)
- Albrecht Fridrich (29. dubna 1582 – 3. prosince 1600)
- Jáchym (13. dubna 1583 – 10. června 1600)
- Arnošt (13. dubna 1583 – 18. září 1613)
- Barbara Žofie Braniborská (16. listopadu 1584 – 13. února 1636), ⚭ 1609 Jan Fridrich Württemberský (5. května 1582 – 18. července 1628), vévoda württemberský
- dcera (1585–1586)
- Kristián Vilém Braniborský (28. srpna 1587 – 1. ledna 1665), magdeburský kníže-arcibiskup,
⚭ 1615 Dorotea Brunšvicko-Wolfenbüttelská (8. července 1596 – 1. září 1643)
⚭ 1650 Barbora Eusebie z Martinic
⚭ 1657 Maximiliána, hraběnka ze Salm-Neuburgu (1608–1663)

Rok po smrti své první manželky (30. září 1602) se 2. listopadu 1603 oženil 57letý Joachim Fridrich podruhé, a to s 20letou  pruskou princeznou Eleonorou (1583–1607), čtvrtou z pěti dcer vévody Albrechta Fridricha Pruského. Z tohoto krátkého manželství se narodila jediná dcera. Eleonora zemřela osm dní po porodu ve svých 23 letech.
- Marie Eleonora Braniborská (1. dubna 1607 – 18. února 1675), ⚭ 1631 falckrabě Ludvík Filip Falcký (23. listopadu 1602 – 6. ledna 1655)

### Panování
Ještě za života svého otce, v roce 1566 se stal administrátorem arcibiskupství v Magdeburku a byl jím až do roku 1598, kdy se stal braniborským kurfiřtem. Jako takový podepsal roku 1577 Formuli svornosti a roku 1580 Knihu svornosti.
Ve věku 52 let převzal po smrti svého otce (8. ledna 1598) vládu nad kurfiřtstvím. Roku 1599 nechal u Driesen na území Neumarku hledat naleziště kovových rud, avšak marně. Roku 1601 založil v Grimnitz (část Joachimsthalu) první sklářskou huť v Braniborsku, kam přišli skláři z Čech. Roku 1602 byl Driesen přebudován na pevnost. O rok později vydal nařízení o stavbě Finowkanalu, umělé vodní cesty mezi Odrou a Havolou. Roku 1604 založil Tajnou radu v Cölln (Geheime Rat zu Cöln) jako nejvyšší správní úřad Braniborska-Pruska. Roku 1607 založil v Joachimsthalu gymnázium pro nadané chlapce; to bylo roku 1636 přesídleno do Berlína а roku 1912 do Templinu.
Už rok po smrti svého otce (1599) podepsal – v rozporu s otcovou závětí, požadující dělení braniborských držav – s Jiřím Fridrichem Braniborsko-Ansbašským rodovou dědickou smlouvu, jež ustavila nedělitelnost rodových držav.
V zemi se marně vzpíral požadavkům a nárokům stavů, jejichž privilegia musel roku 1602 potvrdit.
Roku 1603 Hohenzollernové podepsali rodovou smlouvu, regulující zásady dědění zemí pod jejich vládou. Braniborsko, podle ustanovení Zlaté buly císaře Karla IV. (1346), mělo být děděno na základě primogenitury. Ostatní državy, mj. franská vévodství Ansbach a Bayreuth, měly připadnout mladším liniím rodu.
Téhož roku 1603 se Joachim Fridrich stal po Jiřím Fridrichovi Braniborsko-Ansbašském opatrovníkem svého duševně chorého tchána, pruského vévody Albrechta Fridricha a regentem Pruského vévodství; 11. května roku 1605 mu polský král Zikmund III. Vasa udělil kuratelu nad Albrechtem Fridrichem. Později dostal od Polska souhlas k dědění vlády v Prusku. Kurfiřt výrazně přispěl do pruské státní pokladny a přiznal značné úlevy pruským katolíkům. Přesto mu bylo zapovězeno navštěvovat Prusko bez souhlasu polského krále, proto v Prusku nikdy nebyl, vyslav v zastoupení posly; noví poddaní však kurfiřtovy vyslance nechtěli poslouchat.
Po smrti bezdětného Jiřího Fridricha Braniborsko-Ansbašského roku 1603 dostal Joachim Fridrich darem dědičné slezské Krnovské knížectví s bytomským a bohumínským zástavním panstvím. Osobně do Slezska nepřibyl. Katoličtí Habsburkové, jako svrchovaní páni Slezska, se rozhodli protestantských Hohenzollernů zbavit. Kurfiřtovy snahy o udělení bytomského a bohumínského panství v dědičné léno nebyly úspěšné. Pravděpodobně proto roku 1606 předal Bytom, Bohumín a Krnov mladšímu synovi Janu Jiřímu.

### Smrt
Zemřel 18. července roku 1608 zemřel cestou ze Storkowa do Berlína na mozkovou mrtvici. Jeho nástupcem se stal jeho nejstarší syn Jan Zikmund.

## Vývod z předků
|                               |                                   |  |                      |                         |  |  |  |  |  |  |  | Jan Cicero Braniborský |
|                               |                                   |  |                      |                         |  |  |  |  |  |  |  |                        |
|                               | Jáchym I. Nestor Braniborský      |  |                      |                         |  |  |  |  |  |  |  |                        |
|                               |                                   |  |                      |                         |  |  |  |  |  |  |  |                        |
|                               |                                   |  |                      | Markéta Saská           |  |  |  |  |  |  |  |                        |
|                               |                                   |  |                      |                         |  |  |  |  |  |  |  |                        |
|                               | Jáchym II. Hektor Braniborský     |  |                      |                         |  |  |  |  |  |  |  |                        |
|                               |                                   |  |                      |                         |  |  |  |  |  |  |  |                        |
|                               |                                   |  |                      | Jan I. Dánský           |  |  |  |  |  |  |  |                        |
|                               |                                   |  |                      |                         |  |  |  |  |  |  |  |                        |
|                               | Alžběta Dánská                    |  |                      |                         |  |  |  |  |  |  |  |                        |
|                               |                                   |  |                      |                         |  |  |  |  |  |  |  |                        |
|                               |                                   |  |                      | Kristina Saská          |  |  |  |  |  |  |  |                        |
|                               |                                   |  |                      |                         |  |  |  |  |  |  |  |                        |
|                               | Jan Jiří Braniborský              |  |                      |                         |  |  |  |  |  |  |  |                        |
|                               |                                   |  |                      |                         |  |  |  |  |  |  |  |                        |
|                               |                                   |  |                      | Albrecht III. Saský     |  |  |  |  |  |  |  |                        |
|                               |                                   |  |                      |                         |  |  |  |  |  |  |  |                        |
|                               | Jiří Saský                        |  |                      |                         |  |  |  |  |  |  |  |                        |
|                               |                                   |  |                      |                         |  |  |  |  |  |  |  |                        |
|                               |                                   |  |                      | Zdenka Česká            |  |  |  |  |  |  |  |                        |
|                               |                                   |  |                      |                         |  |  |  |  |  |  |  |                        |
|                               | Magdalena Saská                   |  |                      |                         |  |  |  |  |  |  |  |                        |
|                               |                                   |  |                      |                         |  |  |  |  |  |  |  |                        |
|                               |                                   |  |                      | Kazimír IV. Jagellonský |  |  |  |  |  |  |  |                        |
|                               |                                   |  |                      |                         |  |  |  |  |  |  |  |                        |
|                               | Barbora Jagellonská               |  |                      |                         |  |  |  |  |  |  |  |                        |
|                               |                                   |  |                      |                         |  |  |  |  |  |  |  |                        |
|                               |                                   |  |                      | Alžběta Habsburská      |  |  |  |  |  |  |  |                        |
|                               |                                   |  |                      |                         |  |  |  |  |  |  |  |                        |
| 'Jáchym Fridrich Braniborský' |                                   |  |                      |                         |  |  |  |  |  |  |  |                        |
|                               |                                   |  |                      |                         |  |  |  |  |  |  |  |                        |
|                               |                                   |  | Jan Lehnicko-Břežský |                         |  |  |  |  |  |  |  |                        |
|                               |                                   |  |                      |                         |  |  |  |  |  |  |  |                        |
|                               | Fridrich I. Lehnický              |  |                      |                         |  |  |  |  |  |  |  |                        |
|                               |                                   |  |                      |                         |  |  |  |  |  |  |  |                        |
|                               |                                   |  |                      | Hedvika z Briegu        |  |  |  |  |  |  |  |                        |
|                               |                                   |  |                      |                         |  |  |  |  |  |  |  |                        |
|                               | Fridrich II. Lehnický             |  |                      |                         |  |  |  |  |  |  |  |                        |
|                               |                                   |  |                      |                         |  |  |  |  |  |  |  |                        |
|                               |                                   |  |                      | Jiří z Poděbrad         |  |  |  |  |  |  |  |                        |
|                               |                                   |  |                      |                         |  |  |  |  |  |  |  |                        |
|                               | Ludmila z Poděbrad                |  |                      |                         |  |  |  |  |  |  |  |                        |
|                               |                                   |  |                      |                         |  |  |  |  |  |  |  |                        |
|                               |                                   |  |                      | Johana z Rožmitálu      |  |  |  |  |  |  |  |                        |
|                               |                                   |  |                      |                         |  |  |  |  |  |  |  |                        |
|                               | Žofie Lehnická                    |  |                      |                         |  |  |  |  |  |  |  |                        |
|                               |                                   |  |                      |                         |  |  |  |  |  |  |  |                        |
|                               |                                   |  |                      | Albrecht III. Achilles  |  |  |  |  |  |  |  |                        |
|                               |                                   |  |                      |                         |  |  |  |  |  |  |  |                        |
|                               | Fridrich I. Braniborsko-Ansbašský |  |                      |                         |  |  |  |  |  |  |  |                        |
|                               |                                   |  |                      |                         |  |  |  |  |  |  |  |                        |
|                               |                                   |  |                      | Anna Saská              |  |  |  |  |  |  |  |                        |
|                               |                                   |  |                      |                         |  |  |  |  |  |  |  |                        |
|                               | Žofie Braniborsko-Ansbašská       |  |                      |                         |  |  |  |  |  |  |  |                        |
|                               |                                   |  |                      |                         |  |  |  |  |  |  |  |                        |
|                               |                                   |  |                      | Kazimír IV. Jagellonský |  |  |  |  |  |  |  |                        |
|                               |                                   |  |                      |                         |  |  |  |  |  |  |  |                        |
|                               | Žofie Jagellonská                 |  |                      |                         |  |  |  |  |  |  |  |                        |
|                               |                                   |  |                      |                         |  |  |  |  |  |  |  |                        |
|                               |                                   |  |                      | Alžběta Habsburská      |  |  |  |  |  |  |  |                        |
|                               |                                   |  |                      |                         |  |  |  |  |  |  |  |                        |